# Glyptogona sextuberculata
Glyptogona sextuberculata är en spindelart som först beskrevs av Eugen von Keyserling 1863.  Glyptogona sextuberculata ingår i släktet Glyptogona och familjen hjulspindlar. Inga underarter finns listade i Catalogue of Life.